# Campionati svizzeri di sci alpino 2010
I Campionati svizzeri di sci alpino 2010 si sono svolti a Hoch-Ybrig, Stoos, Veysonnaz e Zinal dal 16 al 31 marzo. Il programma includeva gare di discesa libera, supergigante, slalom gigante, slalom speciale e supercombinata, tutte sia maschili sia femminili, ma il supergigante femminile è stato annullato.
Oltre agli sciatori svizzeri, hanno potuto concorrere al titolo anche gli sciatori di nazionalità liechtensteinese, mentre gli atleti delle altre federazioni, pur prendendo parte alle competizioni, potevano ottenere solo prestazioni valide ai fini del punteggio FIS.

## Risultati

### Uomini

#### Discesa libera
| Pos. | Atleta              | Nazione   | Tempo   |
| ---- | ------------------- | --------- | ------- |
| 1    | Patrick Küng        | Svizzera  | 1:24,60 |
| 2    | Beat Feuz           | Svizzera  | 1:24,75 |
| 3    | Didier Cuche        | Svizzera  | 1:24,93 |
| 4    | Stephan Keppler     | Germania  | 1:25,22 |
| 5    | Ami Oreiller        | Svizzera  | 1:25,25 |
| 6    | Tobias Grünenfelder | Svizzera  | 1:25,52 |
| 7    | Cornel Züger        | Svizzera  | 1:25,64 |
| 8    | Andreas Strodl      | Germania  | 1:25,87 |
| 9    | Marc Gisin          | Svizzera  | 1:25,93 |
| 10   | Petr Záhrobský      | Rep. Ceca | 1:25,97 |

Data: 19 marzo

Località: Stoos

Pista: Franz Heinzer

Partenza: 1 935 m s.l.m.

Arrivo: 1 360 m s.l.m.

Dislivello: 575 m

#### Supergigante
| Pos. | Atleta              | Nazione  | Tempo   |
| ---- | ------------------- | -------- | ------- |
| 1    | Tobias Grünenfelder | Svizzera | 1:08,52 |
| 2    | Sandro Viletta      | Svizzera | 1:08,92 |
| 3    | Yannick Bertrand    | Francia  | 1:09,05 |
| 4    | Ami Oreiller        | Svizzera | 1:09,22 |
| 5    | Cornel Züger        | Svizzera | 1:09,28 |
| 6    | Didier Défago       | Svizzera | 1:09,34 |
| 7    | Beat Gafner         | Svizzera | 1:09,66 |
| 8    | Vitus Lüönd         | Svizzera | 1:09,71 |
| 9    | Beat Feuz           | Svizzera | 1:09,73 |
| 10   | David Poisson       | Francia  | 1:09,84 |

Data: 29 marzo

Località: Zinal

Pista: 

Partenza: 

Arrivo: 

Dislivello: 

#### Slalom gigante
| Pos. | Atleta           | Nazione  | Tempo   |
| ---- | ---------------- | -------- | ------- |
| 1    | Fritz Dopfer     | Germania | 2:08,19 |
| 1    | Sébastien Pichot | Francia  | 2:08,19 |
| 3    | Justin Murisier  | Svizzera | 2:08,99 |
| 3    | Ami Oreiller     | Svizzera | 2:08,99 |
| 5    | Beat Feuz        | Svizzera | 2:09,02 |
| 6    | Didier Défago    | Svizzera | 2:09,26 |
| 7    | Reto Schmidiger  | Svizzera | 2:09,29 |
| 8    | Philipp Schmid   | Germania | 2:09,31 |
| 9    | Marc Gisin       | Svizzera | 2:09,33 |
| 10   | Marcel Mathis    | Austria  | 2:09,38 |

Data: 31 marzo

Località: Veysonnaz

Pista: 

Partenza: 

Arrivo: 

Dislivello: 

#### Slalom speciale
| Pos. | Atleta              | Nazione  | Tempo   |
| ---- | ------------------- | -------- | ------- |
| 1    | Markus Vogel        | Svizzera | 1:38,72 |
| 2    | Patrick Thaler      | Italia   | 1:38,78 |
| 3    | Silvan Zurbriggen   | Svizzera | 1:39,35 |
| 4    | Sandro Viletta      | Svizzera | 1:39,41 |
| 5    | Marc Gisin          | Svizzera | 1:39,71 |
| 6    | Philipp Schmid      | Germania | 1:40,44 |
| 7    | Armin Triendl       | Austria  | 1:40,64 |
| 8    | Doriano Bergamin    | Svizzera | 1:40,95 |
| 9    | Gabriel Anthamatten | Svizzera | 1:41,28 |
| 10   | Beat Feuz           | Svizzera | 1:41,41 |

Data: 22 marzo

Località: Hoch-Ybrig

Pista: Sternen

Partenza: 1 796 m s.l.m.

Arrivo: 1 620 m s.l.m.

Dislivello: 176 m

#### Supercombinata
| Pos. | Atleta                | Nazione  | Tempo   |
| ---- | --------------------- | -------- | ------- |
| 1    | Justin Murisier       | Svizzera | 2:07,28 |
| 2    | Mauro Caviezel        | Svizzera | 2:08,02 |
| 3    | Marc Gisin            | Svizzera | 2:08,08 |
| 4    | Patrick Küng          | Svizzera | 2:08,25 |
| 5    | Beat Feuz             | Svizzera | 2:08,45 |
| 6    | Hannes Wagner         | Germania | 2:08,63 |
| 7    | Andreas Strodl        | Germania | 2:09,36 |
| 8    | Jean-Frédéric Chapuis | Svizzera | 2:09,53 |
| 9    | Manuel Pleisch        | Svizzera | 2:09,60 |
| 10   | Reto Schmidiger       | Svizzera | 2:09,67 |

Data: 18 marzo

Località: Stoos

1ª manche:

Pista: Franz Heinzer

Partenza: 1 935 m s.l.m.

Arrivo: 1 360 m s.l.m.

Dislivello: 575 m

2ª manche:

Pista: Franz Heinzer

Partenza: 

Arrivo: 

Dislivello: 185 m

### Donne

#### Discesa libera
| Pos. | Atleta               | Nazione  | Tempo   |
| ---- | -------------------- | -------- | ------- |
| 1    | Nadja Kamer          | Svizzera | 1:14,11 |
| 2    | Andrea Dettling      | Svizzera | 1:14,77 |
| 3    | Rabea Grand          | Svizzera | 1:14,86 |
| 4    | Fabienne Suter       | Svizzera | 1:14,95 |
| 5    | Nadia Styger         | Svizzera | 1:15,20 |
| 6    | Mirena Küng          | Svizzera | 1:15,23 |
| 7    | Marianne Abderhalden | Svizzera | 1:15,26 |
| 8    | Jasmin Rothmund      | Svizzera | 1:15,66 |
| 9    | Andrea Thürler       | Svizzera | 1:15,69 |
| 10   | Joana Hählen         | Svizzera | 1:15,96 |

Data: 18 marzo

Località: Stoos

Pista: Franz Heinzer

Partenza: 1 860 m s.l.m.

Arrivo: 1 360 m s.l.m.

Dislivello: 500 m

#### Supergigante
La gara, originariamente in programma il 20 marzo a Stoos, è stata annullata.

#### Slalom gigante
| Pos. | Atleta               | Nazione   | Tempo   |
| ---- | -------------------- | --------- | ------- |
| 1    | Nadja Kamer          | Svizzera  | 2:00,11 |
| 2    | Nadia Styger         | Svizzera  | 2:00,77 |
| 3    | Anna Fenninger       | Austria   | 2:00,81 |
| 4    | Šárka Záhrobská      | Rep. Ceca | 2:01,23 |
| 5    | Andrea Dettling      | Svizzera  | 2:01,36 |
| 6    | Fabienne Janka       | Svizzera  | 2:01,99 |
| 7    | Esther Good          | Svizzera  | 2:02,16 |
| 8    | Elena Prosteva       | Russia    | 2:02,17 |
| 9    | Tamara Wolf          | Svizzera  | 2:02,22 |
| 10   | Marianne Abderhalden | Svizzera  | 2:03,09 |

Data: 22 marzo

Località: Hoch-Ybrig

Pista: Sternen

Partenza: 1 815 m s.l.m.

Arrivo: 1 520 m s.l.m.

Dislivello: 295 m

#### Slalom speciale
| Pos. | Atleta          | Nazione       | Tempo   |
| ---- | --------------- | ------------- | ------- |
| 1    | Marina Nigg     | Liechtenstein | 1:42,44 |
| 2    | Rabea Grand     | Svizzera      | 1:42,89 |
| 3    | Jasmin Rothmund | Svizzera      | 1:43,06 |
| 4    | Wendy Holdener  | Svizzera      | 1:43,14 |
| 5    | Dea Kuonen      | Svizzera      | 1:43,35 |
| 6    | Mizue Hoshi     | Giappone      | 1:43,47 |
| 7    | Miriam Gmür     | Svizzera      | 1:43,92 |
| 8    | Karen Persyn    | Belgio        | 1:44,06 |
| 9    | Rina Müller     | Svizzera      | 1:44,24 |
| 10   | Michelle Morik  | Austria       | 1:44,39 |

Data: 21 marzo

Località: Hoch-Ybrig

Pista: Sternen

Partenza: 1 796 m s.l.m.

Arrivo: 1 620 m s.l.m.

Dislivello: 176 m

#### Supercombinata
| Pos. | Atleta               | Nazione  | Tempo   |
| ---- | -------------------- | -------- | ------- |
| 1    | Nadja Kamer          | Svizzera | 2:00,11 |
| 2    | Marianne Abderhalden | Svizzera | 2:00,77 |
| 3    | Tamara Wolf          | Svizzera | 2:00,81 |
| 4    | Andrea Dettling      | Svizzera | 2:01,23 |
| 5    | Jasmin Rothmund      | Svizzera | 2:01,36 |
| 6    | Wendy Holdener       | Svizzera | 2:01,99 |
| 7    | Priska Nufer         | Svizzera | 2:02,16 |
| 8    | Nadja Vogel          | Svizzera | 2:02,17 |
| 9    | Alexandra Thalmann   | Svizzera | 2:02,22 |
| 10   | Michelle Gisin       | Svizzera | 2:03,09 |

Data: 18 marzo

Località: Stoos

1ª manche:

Pista: Franz Heinzer

Partenza: 1 860 m s.l.m.

Arrivo: 1 360 m s.l.m.

Dislivello: 500 m

2ª manche:

Pista: Franz Heinzer

Partenza: 

Arrivo: 

Dislivello: 185 m